# Дурмин (река)
Дурмин — река в районе имени Лазо Хабаровского края России. Длина реки 70 км. Площадь бассейна 495 км².
Начинается между горами Власова и Большая Амбань в урочище 41 километр. В самых верховьях течёт по горам, далее — по равнинной, частично заболоченной местности, поросшей елово-ясеневыми лесами в северном направлении. От места впадения Кешина направляется на северо-запад. Протекает через посёлок Дурмин, затем выходит в область болот (по правому берегу лежит обширное заболоченное урочище Куликово Болото). Впадает в Обор справа в км от его устья у подножия горы Мысовой.
Через реку перекинут мост на автодороге Владимировка — Сукпай и железнодорожный мост ведомственной Оборской железной дороги, которая на данный момент разобрана.

## Притоки
Объекты перечислены по порядку от устья к истоку.
- 7 км: Куликовка[6] (пр.)
- Охотничий[6] (пр.)
- 22 км: Безымянная[7] (Безымянный[6]) (пр.)
- 27 км: Медвежий Ключ[6] (лв.)
- 33 км: Кешин[5] (лв.)
- Овражный[8] (лв.)
- 50 км: Орочонский[4] (пр.)
- Золотой[9] (лв.)
- Соляной[9] (лв.)
- Кабаний[9] (пр.)
- Викторовский[5] (пр.)
- Ровный[10] (лв.)
- Каменный[11] (пр.)

## Данные водного реестра
По данным государственного водного реестра России относится к Амурскому бассейновому округу, водохозяйственный участок реки — Амур от города Хабаровск до города Комсомольск-на-Амуре, речной подбассейн реки — Амур от впадения Уссури до устья. Речной бассейн реки — Амур.
Код объекта в государственном водном реестре — 20030900112118100068571.